# Prix Marc-Yor
Le prix Marc Yor en probabilités vise à récompenser chaque année une jeune mathématicienne ou un jeune mathématicien spécialiste des probabilités exerçant en France ; il est destiné à promouvoir les probabilités et leurs applications.

## Description
Le prix a été créé en 2016 par la SMAI (Société de mathématiques appliquées et industrielles) et la SMF (Société mathématique de France) avec le parrainage de l'Académie des sciences pour honorer la mémoire de Marc Yor, mathématicien français décédé en janvier 2014.
Ce prix de 3 000 euros « vise à récompenser chaque année une jeune mathématicienne ou un jeune mathématicien spécialiste des probabilités exerçant en France » ; il est destiné à promouvoir les probabilités et leurs applications.
Les candidates et candidats doivent avoir moins de 45 ans au 1er janvier de l'année de l'attribution (pour apprécier la recevabilité des candidatures, le jury peut prendre en compte les éventuelles interruptions de carrière) et doivent  avoir des travaux publiés dans des revues internationales du domaine des probabilités et de leurs applications. Le prix est réservé aux mathématiciennes et mathématiciens exerçant en France depuis 4 ans au moins  au 1er janvier de l'année d'attribution du prix ; aucune condition de nationalité n'est requise. »

## Lauréats
- 2024 : Justin Salez, professeur au CEREMADE, université Paris Dauphine-PSL[2].
- 2023 : Jean-Christophe Mourrat, directeur de recherches CNRS à l'École normale supérieure de Lyon[3].
- 2022 : Nicolas Curien, professeur au Laboratoire de mathématiques d'Orsay (université Paris-Saclay)[4].
- 2021 : Cristina Toninelli, directrice de recherche CNRS au CEREMADE, université Paris Dauphine-PSL[5],[6].
- 2020 : Kilian Raschel, chercheur CNRS à l'Institut Denis Poisson de l'université de Tours[7],[8].
- 2019 : Rémi Rhodes[9], professeur à l'Institut de mathématiques de Marseille (Aix-Marseille université), et Vincent Vargas[10], chercheur au CNRS au département de mathématiques de l'École normale supérieure[11].
- 2018 : Christophe Garban, professeur à l'Institut Camille Jordan (université Lyon 1)[12],[13].
- 2017 : Charles Bordenave, chercheur CNRS à l'Institut de mathématiques de Toulouse[13].